# Alexandre Miasnikian
Alexandre Miasnikian (en arménien : Ալեքսանդր Մյասնիկյան, en russe : Алекса́ндр Фёдорович Мяснико́в soit Miasnikov, en anglais Myasnikyan, de son nom de guerre Martuni), né le 28 janvier 1886 (9 février dans le calendrier grégorien) à Nor Nakhitchevan, quartier arménien de Rostov-sur-le-Don, et mort le 22 mars 1925 à Tbilissi, est un homme politique bolchevik russe d'origine arménienne.
Après s'être illustré dans l'armée impériale russe sur le front occidental, il prit d'importantes responsabilités politiques au sein de l'URSS naissante. Pendant la guerre civile russe, il est élu commandant du Front de l'Ouest et le 31 décembre 1918 il devient président du comité central du Parti communiste de Biélorussie. Du 4 au 27 février 1919, il préside le comité exécutif central de la République socialiste soviétique de Biélorussie, est vice-président du conseil des commissaires du peuple de la République socialiste soviétique de Biélorussie et délégué aux affaires militaires. En compagnie d'autres responsables politiques, il meurt le 22 mars 1925 dans un accident d'avion (un Junkers F 13) qui prend feu peu après le décollage. Lors des luttes pour le pouvoir et des purges des années suivantes, divers dignitaires bolcheviks, comme Léon Trotski, puis Lavrenti Beria, seront accusés d'avoir fait saboter l'avion.